# Beybostan, Gerger
Beybostan là một xã thuộc huyện Gerger, tỉnh Adıyaman, Thổ Nhĩ Kỳ. Dân số thời điểm năm 2011 là 196 người.